# Till Tonight

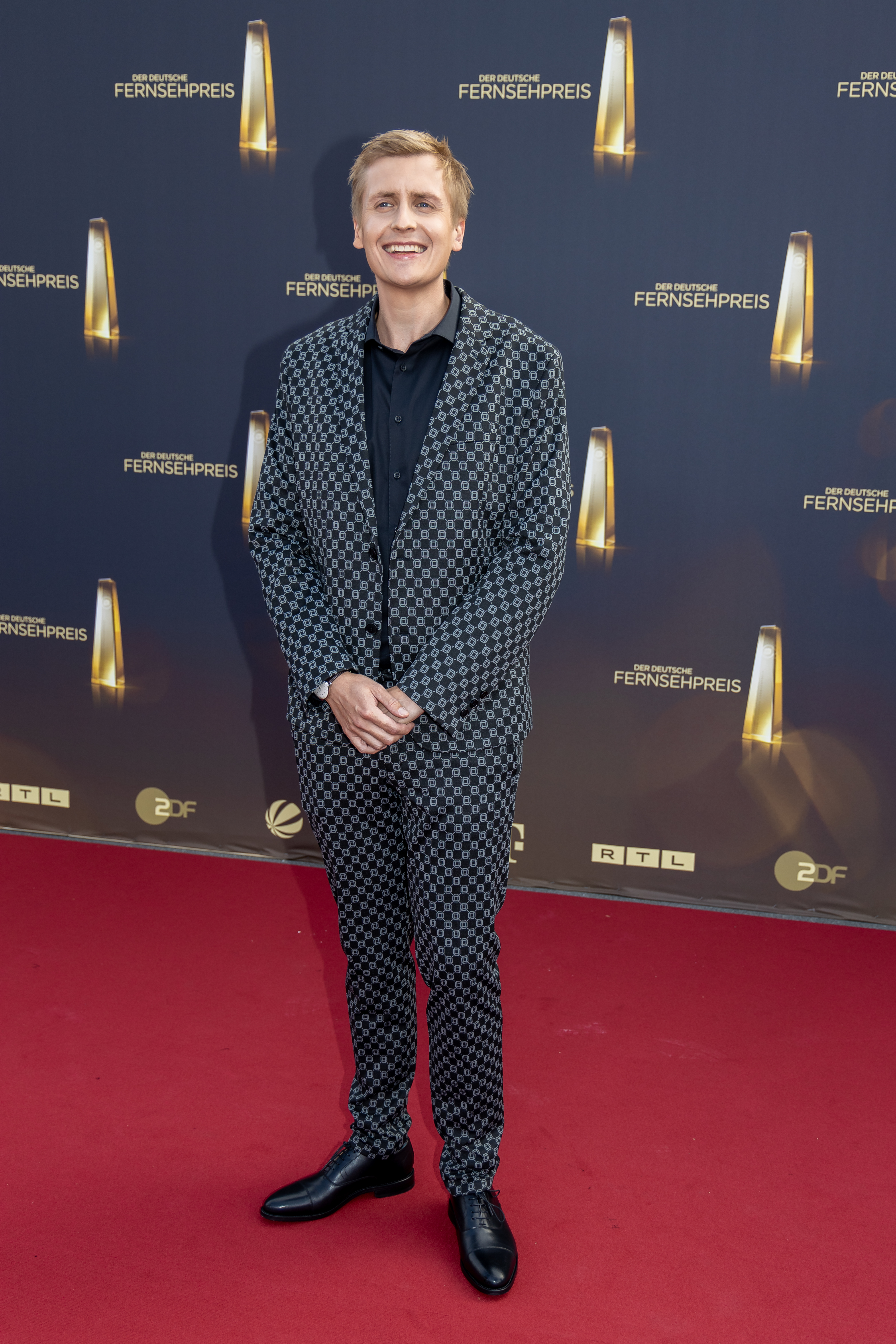
Till Reiners (2022)

Till Tonight ist eine wöchentlich ausgestrahlte Late-Night-Show des Comedian Till Reiners, die erstmals im Juni 2025 im ZDF gesendet wurde. Die erste Staffel umfasste acht Folgen.

## Konzept
Die Show enthält klassische Elemente einer Late-Night-Show darunter Stand-up, Interviews mit prominenten Gästen, Spiele, Einspielfilme sowie einen Sidekick in Person von Selin „Selly“ Kahya.

## Staffel 1
Die erste Folge lief am 20. Juni 2025. Die Staffel wurde in acht Folgen bis zum 15. August auf dem Sendeplatz des in der Sommerpause befindlichen ZDF Magazin Royale am Freitagabend um 23 Uhr gezeigt.
| Folgenzahl | Ausstrahlung | Titel                  | Gast              | Einschaltquoten                                             |
| ---------- | ------------ | ---------------------- | ----------------- | ----------------------------------------------------------- |
| 1          | 20.06.2025   | I love this country    | Hazel Brugger     | 1,4 Millionen (10,0 %) 14- bis 49-Jährige: 500.000 (16,5 %) |
| 2          | 27.06.2025   | KOMMT BÖS!             | Giovanni Zarrella | 0,96 Millionen (7,5 %) 14- bis 49-Jährige: 230.000 (9,1 %)  |
| 3          | 04.07.2025   | Der Buka kommt!        | Anne Will         | 14- bis 49-Jährige: 7,3 %                                   |
| 4          | 11.07.2025   | Jetzt wird geheiratet! | HandOfBlood       | 1,13 Millionen (9,8 %) 14- bis 49-Jährige: 10,0 %           |
| 5          | 25.07.2025   | Herz aus Cord          | Nina Chuba        | 1,08 Millionen 14- bis 49-Jährige: 310.000 (13,2 %)         |
| 6          | 01.08.2025   | Labubus in Bayreuth    | Katrin Bauerfeind | 1,19 Millionen (9,2 %) 14- bis 49-Jährige: 290.000 (10,6 %) |
| 7          | 08.08.2025   | 1 Kevin Hoffnung       | Kevin Kühnert     |                                                             |
| 8          | 15.08.2025   | Endlich Präsident      | Luisa Neubauer    | 14- bis 49-Jährige: 176.000 (9,9 %)                         |

## Rezeption
Die Sendung erhielt von der Kritik überwiegend positive Resonanz. So lobte Timo Niemeier vom Medienportal DWDL.de Till Tonight als gelungenen Beweis dafür, dass Late Night im deutschen Fernsehen funktioniere. Reiners beherrsche sein Handwerk, die Premierensendung sei „in sich sehr stimmig“ gewesen. Anja Rützel vom Spiegel bewertet die Sendung ebenfalls positiv, Reiners wirke wie ein „bestens temperierter Sommerpausenclown“. Die Mischung aus Satire und Talk erinnere an klassische Late-Night-Formate, ohne diese bloß zu kopieren. Auch das Portal web.de bezeichnete die Sendung als Beweis dafür, dass das Genre der Late-Night-Show in Deutschland weiterhin funktioniere. Kevin Gensheimer stellte in der Berliner Zeitung Reiners’ Sendung in den Kontext anderer deutscher Satire-Formate und bezeichnete ihn als möglichen „besseren Jan Böhmermann“.